# Arrondissement de Kéniéba
L'arrondissement de Kéniéba est l'un des arrondissements du Sénégal. Il est situé dans le département de Bakel et la région de Tambacounda.
Il compte quatre communautés rurales :
- Communauté rurale de Toumboura
- Communauté rurale de Sadatou
- Communauté rurale de Madina Foulbé
- Communauté rurale de Gathiary

Son chef-lieu est Kéniéba.